# Darío Lancini
Œuvres principales
- Oír a Darío (1975)

Darío Lancini (Caracas, le Venezuela, 1932 - 19 juin de 2010) est un poète vénézuélien, consideré comme le plus grand palindromiste en espagnol.

## Biographie
Il a fait partie des groupes littéraires El Techo de la Ballena et Tabla Redonda avec des écrivants et intellectuels comme Rafael Cadenas et Jacobo Borges, entre autres.
Pendant la dictature de Marcos Pérez Jiménez, il a été accusé de magnicide, et emprisonné dans l'île de Guasina.
Il s'exile en Pologne dans les années 1960. Il retourne au Venezuela dans les années 70, et, à l'initiative de Salvador Garmendia, publie son livre Oír a Darío.
Il a été marié à l'écrivaine vénézuélienne Antonieta Madrid.
Il est mort en 2010 à Caracas.

## Œuvre
Lancini est l'auteur d'un seul livre. Il s'agit d'une oeuvre énigmatique, qu'il a écrit pendant toute sa vie. Publié en 1975, et réédité en 1996, Oír a Darío est composé de trente palindromes de diverse extension, le plus court de 4 mots ("Yo hago yoga hoy") et le plus long de 750 mots, nommé Ubú Roi.

Pour ce livre, Julio Cortázar lui a écrit une lettre (incluse en annexe dans une réédition d'Oír a Darío publiée en 1996) dans laquelle il déclare :
Je viens de recevoir de Sergio Pitol votre merveilleux OIRADARIO. Merci, merci beaucoup pour ces heures passionnantes que j'ai passées avec votre livre, un livre sans fin car on y revient encore et encore, seul et entre amis, en pleine rue, au milieu d'un rêve. Vous m'avez fait un cadeau que je n'oublierai jamais. En nous montrant ainsi les deux faces du miroir, vous nous enrichissez de poésie, vous nous emmenez davantage dans le vertige du mot. Merci. 
En 2010, El Salmón - Revista de Poesía a publié plusieurs poèmes inédits de Lancini appartenant à son livre Logodédalo, qui comprend des textes anacycliques comme celui-ci :
El mar y no tu telar.
El mar y no el ejido, el mar y no su eco.
Su cumbia y no su fría razón ando 
buscando. Su eco sensual malográndose oí.
Oí el mar y no su cítara. Oh, Dios, ¿si 
con su sal forja cien aguas 
el mar y no tu telar, 

se asea la mariposa encubierta?.
Qui peut aussi se lire ainsi :
El marino tutelar.
El marino elegido, el marino sueco.
Sucumbía y no sufría razonando.
Buscan dos huecos en su alma logran doce, oh.
Y hoy el marino sucitará odios, ¿si 
con sus alforjas y enaguas 
el marino tutelar 

se hace a la mar y posa en cubierta?.
Malgré son statut marginal au sein de la littérature latino-américaine, il était admiré par des écrivains tels qu'Augusto Monterroso, Salvador Garmendia, Sergio Pitol, et Julio Cortázar,.
Pour le poète et palindromiste espagnol Pedro Poitevin, Lancini était « le meilleur palindromiste de langue espagnole (et aussi le meilleur auteur de textes anacycliques, comme son célèbre El mar y no tu telar). » Pour le poète mexicain Aurelio Asiain : « dans notre langue le grand maître (terme propre au jeu d'échecs, mais certainement les échecs ont quelque chose de palindrome) est incontestablement le vénézuélien Darío Lancini (1932-2010) : ses créations ne sont pas seulement des textes réversibles mais bien des fois des véritables poèmes. »
À propos de Lancini, Manuel Caballero a déclaré : « Dans les mille ans d'histoire de la langue espagnole, seul le vénézuélien Darío Lancini a réussi à construire un palindrome de 750 mots : rien de moins qu'une pièce de théâtre basée sur ce Ubu Roi de l'icône des surréalistes Alfred Jarry. »
En 1986, l'hologramme "Palindrom" de l'artiste allemand Dieter Jung est exposé à Boston, accompagné d'un palindrome de Lancini intitulé Dogma.
Darío Lancini est un des personnages du roman The Night de Rodrigo Blanco Calderón. Il apparaît aussi dans le roman Crema Paraíso, de Camilo Pino.

## Publications
- 1975 - Oír a Darío. Caracas: Monte Ávila.
- Logodédalo (Inédit)